# Pariški edikt
Klotarjev edikt (latinsko Edictum Chlotarii), bolj znan kot Pariški edikt (francosko L'édit de Paris), je edikt, ki ga je 18. oktobra 614 (ali 615) objavil frankovski kralj  Klotar II.. Z njim je poskusil urediti državno upravo oziroma pravice in obveznosti svojih podložnikov po skoraj pol stoletja trajajoči državljanski vojni med člani vladajoče Merovinške dinastije in ponovni združitvi frankovskih kraljestev v eno državo.  Za edikt je značilno, da se je Klotar z njim odrekel dela svojih pooblastil v korist plemstva, zato ga  imajo nekateri zgodovinarji za pravno osnovo fevdalnega družbenega reda, ki je vladal  v Zahodni Evropi naslednjih tisoč let.  Drugi ga imajo za svojevrsten pravni dokument, primerljiv z angleško Veliko listino svoboščin (Magna carta libertatum). Slednje mnenje ni splošno sprejeto.
Edikt je, med drugim, kralju prepovedal imenovanje škofov na frankovskem ozemlju, vendar mu je dovolil pravico veta na posvetitev izbranega škofa.  Škofom je dovolil, da v kraljevi odsotnosti imenujejo sodnike. Kraljevim namestnikom (grofom) je prepovedal uvajanje novih davkov. Judom je prepovedal opravljanje državnih služb, ki so bile rezervirane izključno za frankovsko plemstvo. Prepovedal je poročanje žensk proti njihovi volji.
Izdajo edikta je spodbudil malo pred tem sklicani cerkveni zbor, ki je odločil, da se morajo Judje pred vstopom v državno službo krstiti. Politično ozadje edikta je bilo seveda drugačno: Klotar je poskušal z njim  nagraditi avstrazijsko plemstvo z dodatnimi ugodnostmi za podporo v državljanski vojni, ki je Klotarju II. prinesla zmago nad avstrazijskim kraljem Sigibertom II. in njegovo staro materjo in regentko Brunhildo dve leti pred tem.